# Ludwig Goldbrunner
Ludwig Goldbrunner (5 de març de 1908 - 26 de setembre de 1981) fou un futbolista alemany de la dècada de 1930.
Fou 39 cops internacional amb la selecció alemanya amb la qual participà en la Copa del Món de futbol de 1938.
Pel que fa a clubs, defensà els colors del FC Bayern de Múnic.